# Rodenrijse Vaart

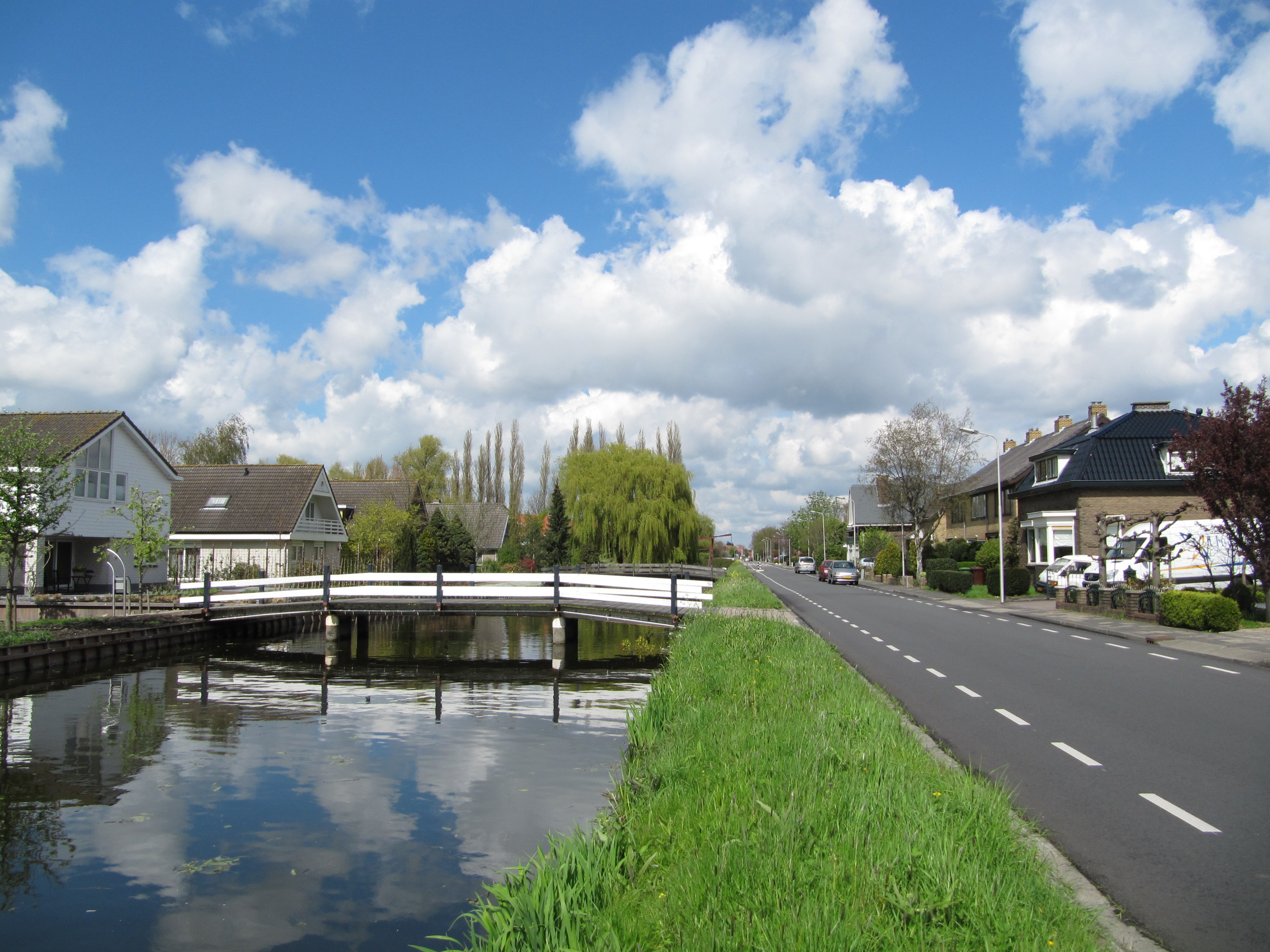
Rodenrijse vaart

De Rodenrijse Vaart is een waterloop in Berkel en Rodenrijs, in de Nederlandse provincie Zuid-Holland. De vaart (binnenboezem) maakt deel uit van de waterhuishouding van de polder Berkel. Parallel aan de vaart loopt de Rodenrijseweg.
De vaart loopt van Oude Leede (Oude Bovendijk) in het westen naar Rodenrijs, en vandaar verder naar het noordoosten tot aan het punt waar de Klapwijkse Vaart en de Noordeindse Vaart bij elkaar komen.
Ten westen van Rodenrijs kruist de N471 de Rodenrijse Vaart via de Tunnel Rodenrijseweg.
Aan de noordzijde ligt de polder Rodenrijs of Nieuwe Rodenrijsche Droogmakerij. Ten zuiden ligt Zuidpolder.
De Rodenrijseweg is een van de oudste straatnamen van Berkel en Rodenrijs. Op de kaart van Balthasar uit 1611 staat deze al vermeld.

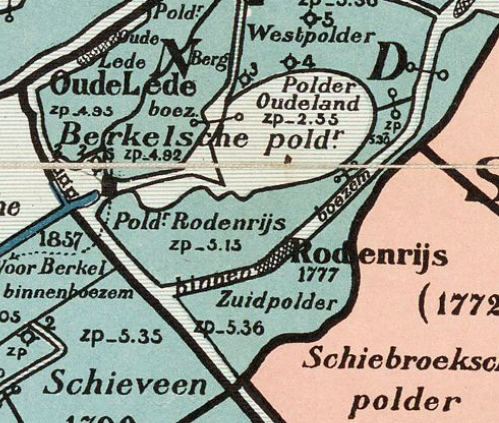
Locatie op de polderkaart van Hoekwater uit 1901. De vaart is aangeduid als 'binnenboezem'